# Mount Ohridsky
Mount Ohridsky är ett berg i Antarktis. Det ligger i Västantarktis. Argentina, Chile och Storbritannien gör anspråk på området. Toppen på Mount Ohridsky är 1 500 meter över havet.
Terrängen runt Mount Ohridsky är huvudsakligen kuperad, men åt nordväst är den bergig. Trakten är obefolkad. Det finns inga samhällen i närheten.